# Калита сіроволий
Калита сіроволий (Myiopsitta monachus) — вид папугоподібних птахів родини папугових (Psittacidae). Мешкає в Південній Америці.

## Поширення
Природний ареал виду включає території Південної Америки з субтропічним і помірним кліматом (переважно Аргентина, Парагвай, Уругвай, Болівія і південна частина Бразилії). Вид був інтродукований у багатьох регіонах світу і зараз живе в Бразилії, у Пуерто-Рико, Бермудських островах, Багамах, восьми штатах США, Великій Британії, Іспанії, Гібралтарі, Бельгії, Ізраїлі та Японії. У деяких районах вважається серйозним шкідником сільськогосподарських культур. Добре адаптувався до життя в містах.
У природному стані мешкає в негустих лісистих місцевостях. Сприятливі умови для себе знаходить на евкаліптових плантаціях. Численні популяції трапляються в урбанізованих районах, де зустрічається поряд з голубами та шпаками.

## Опис
Довжина тіла приблизно 29 см, розмах крил приблизно 45 см, маса тіла 90-150 г. У дикій природі типовий колір оперення зеленувато-сірий з синіми кінцями крил і помаранчевим дзьобом. Лоб, щоки і груди сірі. У дорослому віці на грудях самців з'являється більш темний малюнок. Решта тіла (за винятком синіх первинних махових) зелене, а зовнішні сторони стегон світло-зелені або жовтуваті. У неволі було виведено кілька колірних варіацій, наприклад білий, жовтий, циннамон і блакитний.